# Aleyda Ortiz
Aleyda Enid Ortiz Rodríguez (sinh ngày 5 tháng 10 năm 1988  tại Bayamón) là một người mẫu Puerto Rico, người dẫn chương trình truyền hình, nữ diễn viên và chủ nhân cuộc thi sắc đẹp đã hoàn thành vị trí Á hậu 1 tại cuộc thi Hoa hậu Hoàn vũ Puerto Rico 2014 và Hoa hậu Liên lục địa 2013. Cô sau đó đăng quang cuộc thi Nuestra Belleza Latina 2014.

## Cuộc thi sắc đẹp

### Hoa hậu Hoàn vũ Puerto Rico 2014
Aleyda đại diện cho Bayamón  tại Hoa hậu Hoàn vũ Puerto Rico 2014 vào ngày 3 tháng 10 năm 2013, nơi cô đã hoàn thành với tư cách là Á hậu 1 sau Gabriela Berrios của Toa Baja. Là Á hậu 1, cô được trao cơ hội đại diện cho Puerto Rico tham dự tại Hoa hậu Liên lục địa 2013.

### Hoa hậu Liên lục địa 2013
Aleyda sau đó đại diện cho Puerto Rico tại cuộc thi Hoa hậu Liên lục địa 2013, nơi cô kết thúc với vị trí Á hậu 1. Đây là vị trí thứ hai liên tiếp của Puerto Rico với tư cách là Á hậu 1 với tư cách là người tiền nhiệm của Ortiz, Génesis Dávila, cũng đã giành vị trí Á quân 1 năm trước.

### Nuestra Belleza Latina 2014
Ortiz đã thử giọng cho chương trình thực tế của Univision và cuộc thi sắc đẹp Nuestra Belleza Latina 2014 tại Miami và tiến vào Vòng 2, nơi cô được chọn là một phần của 12 thí sinh lọt vào biệt thự của Nuestra Belleza Latina. Vào ngày 18 tháng 5 năm 2014, Aleyda đã được tuyên bố là người chiến thắng, trở thành người Puerto Rico thứ ba làm được điều đó sau Melissa Marty năm 2008 và Vanessa De Roide vào năm 2012. Cô đã được trao giải thưởng trị giá 200.000 đô la, một chiếc Kia Soul, hợp đồng với Univision Network và xuất hiện trên trang bìa của tạp chí Cosmopolitan en Español. Với chiến thắng của mình, Puerto Rico hiện có nhiều chiến thắng nhất của Nuestra Belleza Latina.

## Cuộc sống cá nhân
Từ 2014 đến 2015 Ortiz có mối quan hệ với Gabriel Valenzuela. Kể từ năm 2016, cô đã có mối quan hệ với cố vấn tài chính Ricardo Casanova. Cặp đôi đã đính hôn vào cuối năm 2018 và kết hôn vào ngày 22 tháng 3 năm 2019.

## liên kết ngoài
- Aleyda Ortiz trên IMDb
- Aleyda Ortiz trên Twitter